# Бар-Он, Рони
Ро́ни Бар-Он (ивр. רוני בר-און‎, род. 1948) — израильский политический деятель, 10-й юридический советник Кабинета министров—генеральный прокурор Израиля в 1997 году. Неоднократно занимал различные министерские посты.

## Биография
Рони Бар-Он родился 2 июня 1948 года.
В 1997 году занимал пост юридического советника Кабинета министров и генерального прокурора Израиля.
В 2006 году избран в Кнессет 16-го созыва от «Ликуда», был главой парламентской комиссии. После создания партии «Кадима» он перешёл в новую партию, является председателем парламентской фракции «Кадима». 18 января 2006 года назначен министром инфраструктур и министром науки и технологии.

## Дело «Хеврон — Бар-Он»
Бар-Он оказался замешан в скандале «Бар-Он — Хеврон»: партия ШАС обещала премьер-министру Нетаньяху поддержать заключенное им соглашение с Арафатом о выводе израильских войск из Хеврона, с условием, что юридическим советником правительства будет назначен Рони Бар-Он; как ожидалось, он поможет смягчить обвинения против лидера ШАСа Арье Дери.